# Гідравлічна муфта

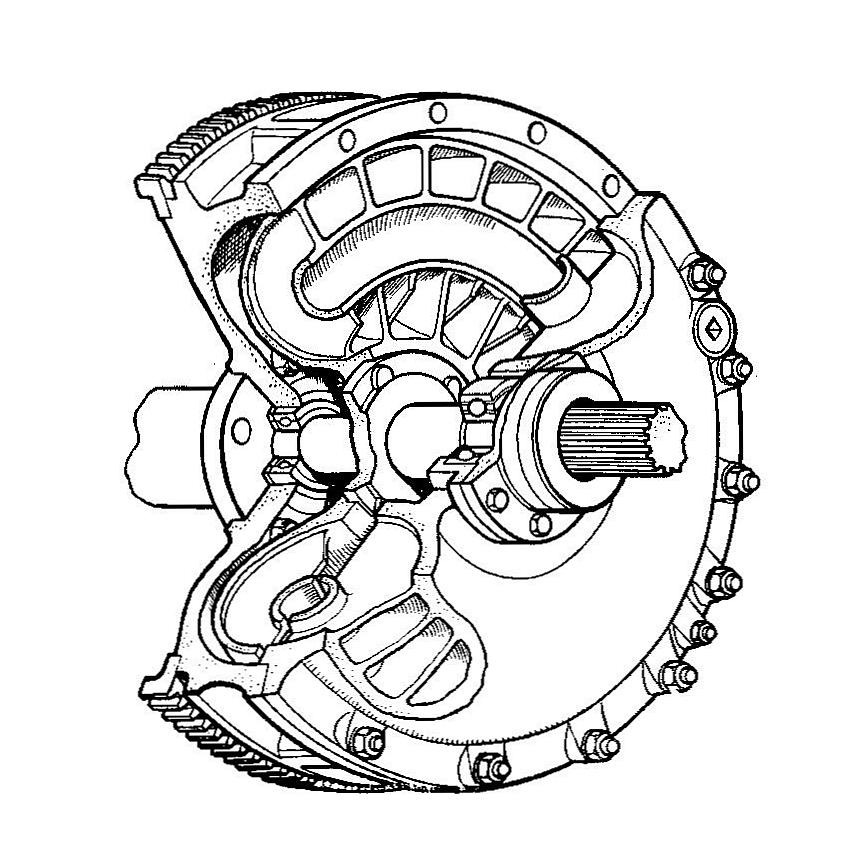
Рисунок автомобільної гідромуфти у розрізі фірми Даймлер (1930-ті роки)

Гідравлічна муфта (гідромуфта, турбомуфта) — вид гідродинамічної передачі, у якій, на відміну від механічної муфти, відсутній твердий кінематичний зв'язок між вхідним і вихідним валами, і, на відміну від гідротрансформатора, відсутній реактор.

## Загальний опис
Гідравлічна муфта — гідравлічний механізм, що передає обертовий рух. Застосовують у трансмісіях автомашин, у тепловозах тощо. У гірничій промисловості гідромуфти поширені в приводах підземних конвеєрів.
Гідромуфти захищають двигун від перевантаження, полегшують пуск двигуна, згладжують крутильні коливання, поштовхи та вібрації, які виникають між двигуном та машиною. При багатодвигуновому приводі гідромуфти забезпечують рівномірний розподіл навантаження між окремими двигунами.
У підземних конвеєрах використовують так звані запобіжні гідромуфти, характерною конструктивною особливістю яких є додаткова камера збоку насосного колеса.

## Конструкція і принцип дії

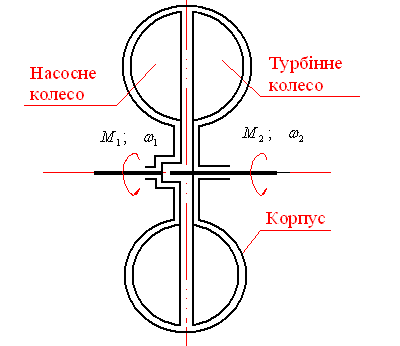
Гідравлічна муфта

Колесо, що з'єднане з ведучим валом, називають насосним колесом, а колесо, що з'єднане з веденим валом, називають турбінним колесом.
На відміну від гідротрансформатора, моменти на насосному й турбінному колесах завжди практично однакові.
Фактично насосне колесо являє собою лопатевий насос, а турбінне — лопатевий гідравлічний рушій. Обидва ці колеса перебувають в одному герметичному корпусі й максимально наближені одне до одного (але не торкаються), і рідина при обертанні насосного колеса утворює вихрове гідравлічне кільце (тор), яке й передає потужність від ведучого вала до веденого. Ковзання в гідравлічній муфті становить 3-5 %.
Коефіцієнтом трансформації гідромуфти називають відношення кутової швидкості веденого валу до кутової швидкості ведучого валу:
{\displaystyle i={\frac {\omega _{2}}{\omega _{1}}},}
де {\displaystyle \omega _{2},} — кутова швидкість веденого валу; {\displaystyle \omega _{1}} — кутова швидкість ведучого валу.
Також можна стверджувати, що коефіцієнт трансформації є рівним відношенню частоти обертання веденого валу до частоти обертання ведучого валу.
Враховуючи рівність моментів на ведучому й веденому валах, можна записати, що ККД гідромуфти є рівним коефіцієнту трансформації:
{\displaystyle \eta ={\frac {N_{2}}{N_{1}}}={\frac {M_{2}*\omega _{2}}{M_{1}*\omega _{1}}}={\frac {\omega _{2}}{\omega _{1}}}=i,}
де {\displaystyle N_{2}} і {\displaystyle N_{1}} — потужність, відповідно, на веденому й ведучому валах; {\displaystyle M_{2}} і {\displaystyle M_{1}} — момент обертання на веденому і ведучому валах.

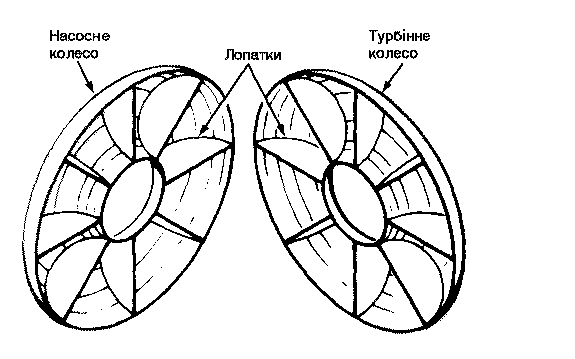
Лопатки гідравлічної муфти

Гідромуфти застосовують у коробках передач автомобілів, деяких тракторів, в авіації, у приводах стрічкових конвеєрів, ескалаторів, млинів, дробарок, грохотів.
Перед механічними муфтами гідромуфти мають ту перевагу, що обмежують максимальний момент передачі, і, таким чином, захищають приводний рушій від перевантажень (що особливо важливо при пуску рушія), а також згладжують пульсації моменту.
Однак ККД гідравлічної муфти є нижчим, чим ККД механічної.

## Історія
Створення перших гідродинамічних передач пов'язано з розвитком в кінці XIX століття суднобудування. У той час у морському флоті стали застосовувати швидкохідні парові машини. Однак, через кавітацію, підвищити число обертів гребних гвинтів не могли. Це вимагало застосування додаткових механізмів. Позаяк технології у той час не дозволяли виготовляти високооборотні шестерінчасті передачі, то виникла потреба у створенні принципово нових передач. Першим таким пристроєм з відносно високим ККД став винайдений німецьким професором Германом Феттінгером гідравлічний трансформатор (патент 1902 року), що являв собою об'єднані в одному корпусі насос, турбіну і нерухомий реактор. Однак перша конструкція гідродинамічної передачі, що була застосована на практиці, створена 1908 року, і мала ККД близько 83 %.
Пізніше гідродинамічні передачі знайшли застосування в автомобілях. Вони підвищували плавність зрушення з місця. 1930 року Гарольд Сінклер (англ. Harold Sinclair), працюючи в компанії Даймлер, розробив для автобусів трансмісію, що включала гідромуфту й планетарну передачу. У 1930-х роках були сконструйовані перші дизельні локомотиви, які застосовували гідромуфти.
На теренах колишнього СРСР перша гідравлічна муфта була створена у 1929 році.[джерело?]